# أكاديمية شتيفان جيورجيو
اكاديمية شتيفان جورجيو (بالرومانية: Academia Ştefan Gheorghiu, in full: Academia de învăţămînt social-politic Ştefan Gheorghiu de pe lîngă CC al PCR أي: أكاديمية شتيفان جيورجيو للعلوم السياسية والإجتماعية التابع للجنة المركزية الشيوعية الخاصة بالحزب الشيوعي الروماني)هي جامعة تم انشائها وادارتها بواسطة الحزب الشيوعي الروماني لتدريب الكوادر للقيام بالمهام التنفيذية في الدولة، بالاخص المهام الاعلامية كصناعة البروباغندا.

## التاريخ
تم إنشاء الجامعة تحت اسم "Universitatea Muncitorească a PCR" أي: (جامعة عمال الحزب الشيوعي الروماني)وبدأت في العمل في 21 مارس 1945 ببوخاريست وكان أول رؤسائها هو باربو ليزريانو وكان بروفيسور في الأدب، والسكرتير كان قسطنطين لونيسكو-جوليان، فيلسوف ستاليني. تمت تسمية الجامعة باسم شتيفان جيورجيو ب10 فبراير 1946 تخليدا لذكري شتيفان جيورجيو أحد السياسيين الاشتراكيين الرومانيين الاوائل. 

تم حل الاكاديمية بعد اندلاع الثورة الرومانية بعام 1989.